# Henri III de Vaudémont
Henri III de Vaudémont (né vers 1275 ? – mort le 21 janvier 1348) fut comte de Vaudémont de 1299 à 1348. 

## Biographie
Fils d'Henri II, comte de Vaudémont, et d'Hélisente de Vergy, il est mineur à la mort de son père et le gouvernement du comté est assuré par Gaucher de Châtillon, comte de Porcien et connétable de France, qui a épousé sa mère.
En 1305, il envahit le duché de Lorraine et ravage les environs de Nancy. En représailles, Thiébaud II, duc de Lorraine, l'attaque, mais il est battu à Réméréville, puis à Pulligny. Il finiront par faire la paix, et Henri épousera la sœur de Thiébaut.
Henri participe à la bataille de Cassel en 1328, aux côtés de Philippe VI de Valois, roi de France. Son fils, qu'il avait associé au pouvoir vers 1333, tomba pendant la bataille de Crécy. C'est à sa fille Marguerite que revint le comté qu'elle transmit à son mari Anseau de Joinville puis à son fils, Henri de Joinville.

## Famille
Il épousa en 1306 Isabelle de Lorraine († 1335), fille de Ferry III, duc de Lorraine, et de Marguerite de Champagne, et eut :
- Marguerite († 1333), mariée en 1323 avec Anseau, sire de Joinville (1265 † 1343) ;
- Henri IV († 1346), comte associé de Vaudémont.

## Sources
- Michel François, Histoire des comtes et du comté de Vaudémont des origines à 1473, Nancy, Imprimeries A. Humblot et Cie, 1935, 459 p. [détail des éditions]